# لوگو ادوبی
لوگو ادوبی یا ویسنته لوگو ادوبی یا کازا دو ویسنته لوگو، عمارتی در لس آنجلس بود. این خانه در بخش شرقی پلازای لس‌آنجلس در خیابانی به همین نام قرار گرفته‌است.
ویسنته لوگو این خانه در در سال ۱۸۴۰ ساخت. این بنا در سال ۱۹۳۹ در فهرست مناطق تاریخی کالیفرنیا قرار گرفت. لوگو ادوبی از معدود ساختمان‌های دوطبقهٔ کالیفرنیا در آن زمان بود.